# تكوين دوبيوك
تكوين دوبوك Dubuque Formation هو تكوين جيولوجي يوجد في ولايات إلينوي وأيوا وويسكونسن ومينيسوتا في الولايات المتحدة. ويحفظ الحفريات التي يعود تاريخها إلى العصر الأوردوفيشي.